# HDR projects
HDR projects platin ist eine Software zum Erstellen von High-Dynamic-Range-Bildern. Die Software ist vom Franzis Verlag für die Betriebssysteme Mac OS X (10.6 oder höher) und Windows XP/Vista/7/8 (32- und 64-Bit-Version) in Deutschland von Grund auf neu entwickelt worden. HDR projects platin ist eine HDR-Software, bei der der Anwender neben der automatischen Berechnung zur HDR-Erstellung noch zusätzlich mit einer Pinselmalfunktion, individuell die Gewichtung der Lichtwerte selektiver Bildbereiche für das Ergebnis der HDR-Fusion bearbeiten kann. Die Software offeriert sieben neu entwickelte HDR-Algorithmen, fünf verschiedene Tonemapping-Verfahren und 45 Post-Processing-Effekte aus der digitalen Bildbearbeitung für unterschiedlichste fotografische Motivdarstellungen.

## Versionen
HDR projects platin wurde erstmals auf der Photokina 2012 den Fotografen und der Öffentlichkeit vorgestellt. Seit November 2012 ist HDR projects platin als Boxversion für den Fachhandel und eine ESD-Version (Electronic Software Distribution) für den Internetvertrieb erhältlich.
Seit Oktober 2014 ist HDR projects 3 in der standard und professional Version erschienen. Für die 64 Bit Berechnung der Bilddaten wurden die HDR- und Tonemapping-Algorithmen neu überarbeitet und erweitert. Für die Rohdatenformat-Entwicklung ist ein neuer RAW-Konverter, mit zusätzlich speicherbaren Kamera-RAW-Profilen integriert worden.
Eine Neuentwicklung ist die Farbraumberechnung Smart Colorspace Adaption (SCA), eine hochgenaue mathematische Berechnungsmethode, die bei 64 Bit Farbtiefe variabel jeden einzelnen Farbpixel in Abhängigkeit zu den Nachbarpixeln neu berechnet. Dadurch wird das Banding im Bild minimiert, Farb- sowie Helligkeitsübergänge werden gleichmäßiger und Primärfarben intensiver abgebildet. Neu ist ebenso die halbautomatische Sensorflecken- und Kratzerkorrektur und HDR-Paint wurde um 10 einstellbare Pinselformen erweitert.

## Technische Informationen
Grundsätzlich gibt es keine Beschränkungen bezüglich der ladbaren Bildgrößen. Lediglich die 32-Bit-Version von Windows ist betriebssystembedingt auf eine Bildgröße kleiner 22 Megapixel pro Belichtungsreihenbild  beschränkt. Belichtungsreihen können dabei aus bis zu 18 Einzelbildern bestehen.
Unterstützt werden dabei die derzeit bekannten Kamera-Rohdatenformate sowie nahezu jedes gängige Bilddateiformat.
Alle Berechnungsbereiche unterstützen Multithreading mit bis zu 32 Prozessorkernen.
Zur Beschleunigung der Rechenprozesse unterstützt die Software die OpenCL-Implementierung für Grafikkarten.

## Unterstützte Sprachversionen
HDR projects ist in deutscher, englischer und französischer Lokalisierung verfügbar.

## Testberichte
Die Fotozeitschrift ColorFoto vergab 79 von 100 Punkten und kürte die Software HDR Projekt 2 in Heft 10/2014 zum Kauftipp. Positiv bewertete ColorFoto den „riesigen Funktionsumfang“ und „die vielen Möglichkeiten zum manuellen Eingreifen“. Die Zusammensetzungsautomatik und die Geisterbildkorrektur wurden als „Wermutstropfen“ angesehen. Die Computereinsteigerzeitschrift PCgo vergab 90 von 100 Punkten und das Preis/Leistungsurteil sehr gut, sah aber in der Bedienoberfläche „an einigen Stellen noch reichlich Potenzial für Verbesserungen“. PC News vergab die Note sehr gut und vermerktes als Plus der Software „Sehr gute Ergebnisse bei Bildkorrekturen“, bemängelte allerdings den hohen Preis.